# Lárus Ýmir Óskarsson
Lárus Ýmir Óskarsson, né le 1er mars 1949 à Reykjavik, est un réalisateur islandais.

## Biographie
Óskarsson étudie la philosophie, la psychologie et l'histoire du cinéma à Reykjavik de 1973 à 1976, avant d'étudier au Dramatiska Institutet de Stockholm entre 1976 et 1978, d'où il ressort diplômé. De 1979 à 1982, il travaille en tant que metteur en scène en Islande et réalise le téléfilm Our Daily Bread. En 1982, Óskarsson retourne en Suède, où il crée The Second Dance, avant de rentrer en Islande à la fin des années 1980, où il réalise Rust.

## Filmographie
- 1978 – Caged Bird  (Barfägeln, court-métrage)
- 1979 – Our Daily Bread  (Drottinn blessi heimilið, téléfilm islandais)
- 1983 – The Second Dance  (Andra dansen, en Suède)
- 1984 – Stalin Is Not Here  (Stalin er ekki hér, téléfilm islandais)
- 1985 – The Frozen Leopard  (Den frusna leoparden, en Suède), Poet of Things (Skáld hlutanna, téléfilm islandais)
- 1986 – The Eye of the Horse  (Hästens öga, téléfilm suédois)
- 1990 – Rust (Ryð)[2]